# Transformacja Galileusza
Transformacja Galileusza – jest to transformacja współrzędnych przestrzennych i czasu z jednego układu odniesienia do innego, poruszającego się ruchem jednostajnym prostoliniowym względem pierwszego. W transformacji tej czas i odległości pomiędzy dwoma dowolnymi punktami pozostają stałe, czyli są niezależne od układu odniesienia. Transformacja Galileusza jest zgodna z klasycznymi wyobrażeniami o czasie i przestrzeni. Transformacja zakłada, że prędkość oraz położenie są względne. Wartości te widoczne dla dowolnego obserwatora w każdym inercjalnym układzie odniesienia mogą być różne, ale każda z nich jest prawdziwa. Względność oznacza, że pewne zjawiska fizyczne wyglądają różnie, obserwowane z różnych układów odniesienia. We wszystkich układach zegary obserwatorów mierzą czas absolutny, a więc on nie jest względny. Co więcej, wymiary liniowe obiektów też są identyczne w każdym układzie nieinercjalnym.

## Sformułowanie transformacji Galileusza

Obserwator A jest nieruchomy, obserwator B porusza się razem z windą ze stałą prędkością, – prędkość windy, – prędkość jabłka

Od napisania przez Arystotelesa w latach 355–322 p.n.e. dzieł dotyczących fizyki obowiązywał pogląd, uznający istnienie absolutnego (wyróżnionego) układu odniesienia, do którego odnoszą się wszystkie obserwacje ruchów ciał.
Przykład z ilustracji pokazuje prosty przypadek względności. Obserwator A jest nieruchomy, a obserwator B jedzie windą. Dla obserwatora B układem odniesienia jest pędząca w dół kabina. Obserwator A postrzega ruch jabłka z prędkością {\displaystyle v_{1}.} Obserwator B odnosi wrażenie, że owoc jest nieruchomy. Który z nich ma rację?
W sytuacji pokazanej na rysunku obok, zgodnie z podejściem Arystotelesa tylko obserwator nieruchomy ma rację. W roku 1604 Galileusz uznał, że obaj obserwatorzy mówią prawdę, formułując prawo względności:
Wszystkie układy odniesienia poruszające się względem siebie ze stałą prędkością są równoważne.
Rozumowanie Galileusza wespół z koncepcją absolutnego czasu, płynącego tak samo dla wszystkich obserwatorów, prowadzi do transformacji, która pozwala przeliczyć te same obserwacje dla różnych układów odniesienia. Transformacja Galileusza prowadzi do wniosku, że prędkości postrzegane przez różnych obserwatorów nie muszą być takie same, ale niezmienne pozostają odległości między punktami i odstępy czasu pomiędzy wydarzeniami.

## Matematyczna postać transformacji Galileusza
Jeżeli przyjmiemy, że zdarzenie w układzie inercjalnym A opisane jest współrzędnymi czasoprzestrzennymi {\displaystyle (x,y,z,t),} a w układzie inercjalnym B przemieszczającym się z prędkością {\displaystyle v} w kierunku osi {\displaystyle x,} są to odpowiednio {\displaystyle (x',y',z',t'),} to transformacja współrzędnych będzie opisana układem równań:
{\displaystyle x'=x-vt}
{\displaystyle y'=y}
{\displaystyle z'=z}
{\displaystyle t'=t,}
przy czym w chwili początkowej {\displaystyle t=0} początki obu układów odniesienia pokrywały się. Gdy ten warunek nie jest spełniony, ponadto gdy pomiar czasu w obu układach nie jest zsynchronizowany (w jednym z nich zegary późnią się o czas {\displaystyle t_{0}}), wówczas transformacja Galileusza wiąże współrzędne punktu w dwu tych układach odniesienia współrzędne {\displaystyle x^{i}} i {\displaystyle {x'}^{i}} równaniami:
{\displaystyle x^{i}\to {x'}^{i}=x^{i}+v^{i}t+x_{0}^{i},}
{\displaystyle t\to t'=t+t_{0}.}
{\displaystyle x} i {\displaystyle x'} są wektorami od początku układu współrzędnych do punktu P w jednym i drugim układzie współrzędnych, {\displaystyle u} jest prędkością z jaką poruszają się dwa układy względem siebie. Zbiór transformacji Galileusza tworzy grupę nazywaną grupą Galileusza.
Z transformacji Galileusza wynika prawo składania prędkości. Oznaczmy:
{\displaystyle {\vec {v}}={\frac {d{\vec {x}}}{dt}}}
{\displaystyle {\vec {v'}}={\frac {d{\vec {x'}}}{dt}}}
z właściwej transformacji Galileusza różniczkując, otrzymujemy
{\displaystyle {\vec {v'}}={\vec {v}}-{\vec {u}}.}

## Szczególna teoria względności
Transformacja ta wydaje się bardzo naturalna, lecz jest niezgodna z równaniami Maxwella, co przejawia się w zmianie wartości prędkości światła w próżni przy zmianie układu odniesienia. Na przykład jeśli światło według obserwatora O porusza się wzdłuż osi OX w kierunku dodatnim tej osi z prędkością {\displaystyle c,} to według obserwatora O′ ma ono prędkość {\displaystyle c-v.} Ponieważ doświadczalne poszukiwania takiej zmiany zakończyły się fiaskiem (doświadczenie Michelsona-Morleya), należy przyjąć, że istnieje sprzeczność pomiędzy doświadczeniem z dziedziny elektromagnetyzmu a stosowaniem transformacji Galileusza.
Rozwiązaniem tego problemu była sformułowana przez Alberta Einsteina szczególna teoria względności, która postuluje zmianę praw transformacyjnych dla dużych prędkości układów odniesienia. W teorii tej wykorzystywane są transformacje Lorentza. Poza światem cząstek subatomowych czy prędkości porównywalnych do prędkości światła w próżni transformacja Galileusza jest wystarczającym przybliżeniem ogólniejszej teorii – szczególnej teorii względności. W codziennym życiu nie mamy możliwości zaobserwowania jej efektów ponieważ niemożliwe jest obserwowanie osiągnięcia prędkości bliskich prędkości światła w próżni dla obiektów makroskopowych (samochód, samolot, przedmioty codziennego użytku).

## Transformacja Galileusza w praktyce
W życiu codziennym poruszamy się z prędkościami znacznie mniejszymi od prędkości światła w próżni i dlatego transformacja Galileusza bardzo dobrze opisuje najbliższe otoczenie człowieka. Dla przykładu, prędkości obiektów poruszających się w tym samym kierunku, odejmują się w ich układach odniesienia. Jeżeli na drodze wyprzedzamy samochód ciężarowy, który porusza się z prędkością 100 km/h w samochodzie jadącym z prędkością 130 km/h, to prędkość wyprzedzania jest równa różnicy obu prędkości i wynosi 30 km/h (130 – 100). Jeżeli samochód ciężarowy ma 20 m długości, to wyprzedzanie będzie trwało 2,4 s.
Zgodnie z transformacją Galileusza, kiedy dwa obiekty poruszają się w przeciwnych kierunkach, to ich prędkości się dodają. Co stanie się, jeśli na drodze zza drzew wyłoni się TIR jadący z przeciwka z prędkością 70 km/h? W układzie odniesienia kierowcy samochodu osobowego, TIR będzie miał prędkość 200 km/h (130 + 70).